# GNGT1
구아닌 뉴클레오타이드 결합 단백질 G(T) 서브 유닛 감마 T1(Guanine nucleotide-binding protein G(T) subunit gamma-T1)은 인간에서 GNGT1 유전자에 의해 암호화되는 단백질이다.